# Erez Edelstein
Erez Edelstein (in ebraico ארז אדלשטיין‎?; 23 agosto 1961) è un allenatore di pallacanestro israeliano.

## Carriera
Ha guidato Israele a due edizioni dei Campionati europei (2015, 2017).

## Palmarès

### Individuale
- Miglior allenatore della Ligat ha'Al: 1

Hapoel Galil Elyon: 2000-01